# Corte reale di Tiébélé
La Corte reale di Tiébélé è un complesso architettonico tradizionale situato nel comune di Tiébélé, nella regione del Centro-Sud del Burkina Faso. Questo complesso tradizionale è costituito dalla residenza e dalla corte del re Kassena (Pè) e di altri membri della famiglia reale, oltre a mausolei, memoriali, santuari e altre strutture tradizionali in mattoni, boschetti sacri e corti in pietra. Questo sito, risalente a più di 500 anni fa, è stato iscritto nella Lista del Patrimonio mondiale dell'UNESCO il 26 luglio 2024, durante la 46a sessione del Comitato del patrimonio mondiale a Nuova Delhi, in India.

## Storia e contesto
Nel XVI secolo la corte reale di Tiébélé fu fondata dai Mossi, che migrarono da Loumbila, un villaggio situato a nord-est di Ouagadougou, sotto la guida del loro capo Patyringomie a causa di un conflitto di successione. Questo gruppo etnico stabilì il suo centro di potere sulla collina di Tchibeli dopo aver cacciato gli abitanti di Kollo. Al loro arrivo, furono accolti dai Warombou e dai Mantchiobou e si stabilirono sulla collina di Tchibeli, che diede il nome a Tiébélé. La popolazione di Kollo si oppose al loro insediamento, provocando diversi conflitti. Il capo di Kollo lanciò un incantesimo sui Mossi, ma l'incantesimo si ritorse contro di lui: quando i Mossi divennero sufficientemente numerosi, scacciarono gli abitanti di Kollo e presero il controllo del territorio. Dopo la morte di Patyringomie, suo figlio Buinkiété fondò un regno recandosi a Nanlorgho per acquisire il feticcio Kora (o Kwara). Questo feticismo gli consentì di regnare sulla chefferie di Tiébélé, che estese la propria influenza nella regione circostante. Dall'unione dei diversi gruppi etnici presenti sul territorio si formò il popolo Kassena. La corte reale di Tiébélé è un luogo altamente rappresentativo delle tradizioni dei Kassena, compresa la loro architettura, l'organizzazione sociale e le credenze religiose.

## Descrizione
Questo complesso architettonico in terra, risalente al XVI secolo, è il cuore dell'organizzazione sociale e politica della popolo Kassena. La corte reale, circondata da un muro perimetrale, è suddivisa in diversi settori destinati alle diverse categorie sociali. Le case, costruite dagli uomini, sono decorate con dipinti simbolici realizzati dalle donne che riflettono i valori e le credenze della comunità.

### Architettura e organizzazione
La corte reale di Tiébélé, situata a circa 175 chilometri da Ouagadougou, nella provincia di Nahouri, risale a più di 500 anni fa. Si estende su una superficie di circa un ettaro e mezzo e comprende un gruppo di 126 capanne, un luogo di culto e una cerchia di mura raggruppati in un isolato circolare su una piccola collina. Il sito funge da residenza ufficiale del pè, ovvero il capo della comunità, e vi vivono più di 400 persone divise in 54 nuclei famigliari. L'abitato circostante è composto da abitazioni moderne.
La corte è suddivisa in concessioni, corrispondenti a diverse aree riservate a specifici gruppi della popolazione. Queste aree includono la Tenuta del Principe, dove i principi ereditari vivono con le loro mogli e i loro nonni, la Tenuta dei Fratelli Minori e la Tenuta del Custode dei Tamburi e dei Flauti Sacri. Queste aree non sono fisicamente separate, consentendo la libera circolazione tra di loro. Gli edifici della corte sono costruiti in terra, legno e paglia. Le case sono caratterizzate da dipinti simbolici realizzati dalle donne della comunità. Le pareti delle case sono decorate con i tradizionali motivi neri, bianchi e rossi e i tetti piatti sono utilizzati come terrazze per varie attività.

### Tipi di abitazioni

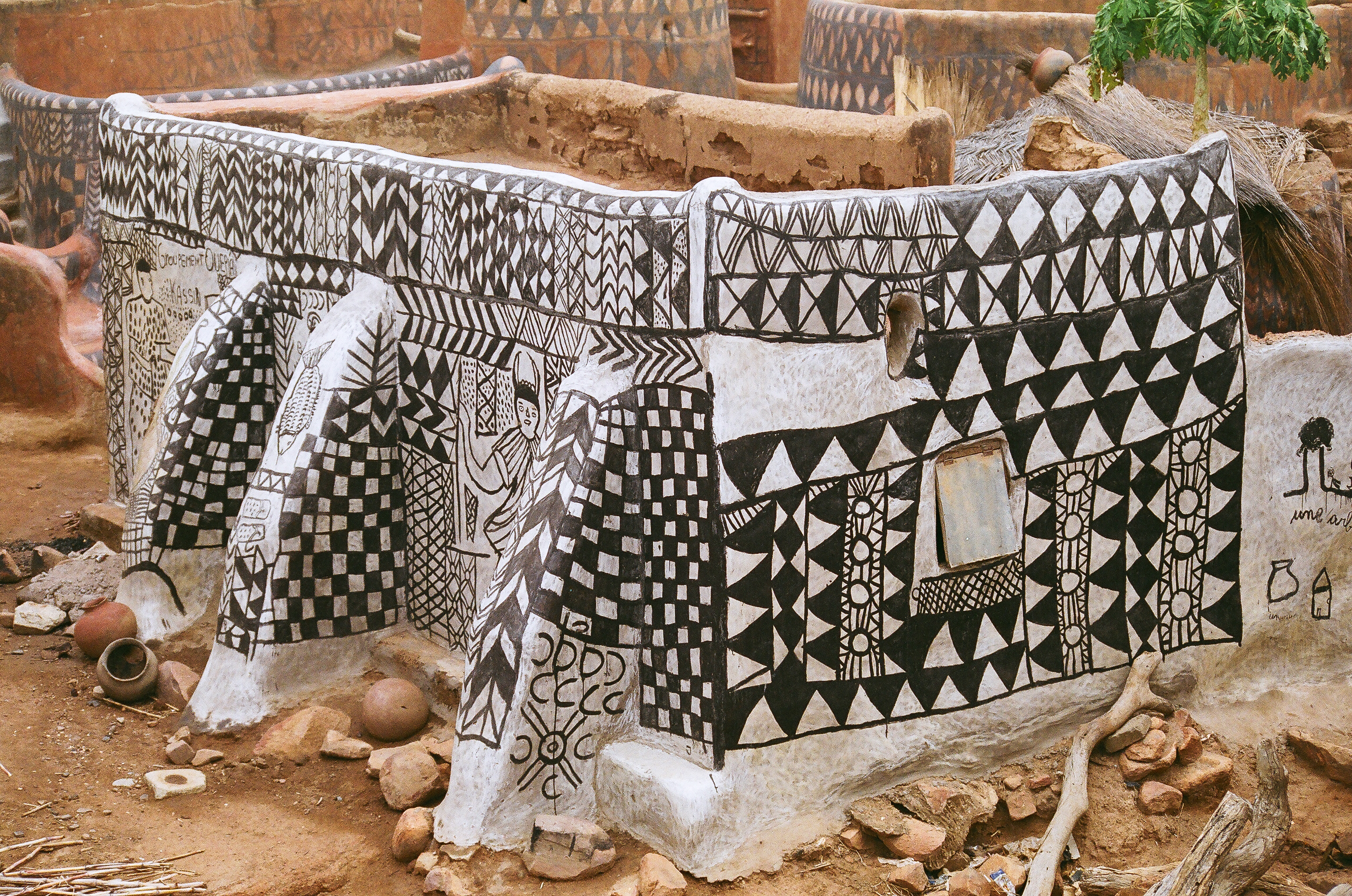
Casa della corte reale del villaggio di Tiébélé, un villaggio del popolo Kassena, nel Burkina Faso.

Le abitazioni sono costruite con terra, legno e paglia, materiali locali comuni ed economici. Tradizionalmente la terra veniva mescolata con fibre e sterco di mucca per formare muri scolpiti, ma oggi vengono più comunemente utilizzati mattoni di fango modellati. Le forme delle abitazioni variano a seconda della situazione sociale dei loro occupanti:
- Draa: capanne rotonde, riservate a persone sole, anziani o indovini.
- Dinian: capanne a forma di 8, destinate alle coppie anziane e ai loro nipoti.
- Mangolo: abitazioni rettangolari per gli sposi novelli.

Le pareti, realizzate in terra mista a fibre e sterco di mucca, sono spesso decorate con motivi tradizionali. I tetti piatti servono come terrazze per essiccare i raccolti e per il riposo durante la stagione secca. Le capanne rotonde hanno una piccola porta d'ingresso, alta meno di 80 cm, che costringe gli abitanti a chinarsi per entrare. All'interno, prima di poter accedere completamente alla capanna, è necessario attraversare un muretto, che consente agli occupanti di identificare i visitatori prima del loro ingresso.

## Significatività culturale e patrimoniale
La corte reale di Tiébélé è un esempio di architettura tradizionale in terra battuta della cultura Kassena. Le decorazioni murali, realizzate a mano dalle donne, raffigurano le credenze, la storia e i valori della comunità. Queste tradizioni artistiche vengono tramandate di generazione in generazione.

## Conservazione
La corte reale di Tiébélé è un sito storico vulnerabile a causa del materiale di cui sono fatte le sue strutture. La manutenzione annuale contribuisce a preservarlo, ma è minacciato da problemi quali l'erosione del suolo, le inondazioni e i problemi di drenaggio. Dal 24 gennaio 2012 il sito è candidato nella Lista provvisoria del patrimonio mondiale dell'UNESCO e si stanno compiendo sforzi per proteggerlo e conservarlo; nello stesso anno fu inserita anche nella lista dei siti storico-archeologici di rilevanza mondiale più a rischio del World Monuments Fund.

## Importanza turistica e comunitaria
La corte reale di Tiébélé attrae visitatori interessati all'architettura tradizionale e alla cultura Kassena. Le guide locali offrono tour che spiegano i significati culturali e le pratiche associate. Il turismo contribuisce alla salvaguardia del patrimonio locale e sostiene progetti comunitari, in particolare nei settori dell'istruzione e dell'assistenza sanitaria. Di fronte alla corte le guide attendono i visitatori sotto un grande baobab.
La visita inizia all'ingresso, dove si osservano alcuni elementi rappresentativi della cultura Kassena: un maestoso albero di fico rosso simboleggia il potere del capo e l'antichità del sito; ai suoi piedi si trovano pietre sacre utilizzate per incontri e sacrifici. Un altro elemento degno di nota è il Pourrou, un tumulo sacro fatto di terra e rifiuti, dove “colui che batte il tamburo” annuncia le notizie e dove vengono sepolte le placente dei neonati.
L'accesso alla Corte Reale è regolamentato ed è possibile solo tramite visite guidate a pagamento organizzate dall'organismo ufficiale ADT, che ha sede di fronte alla corte. Il villaggio ospita numerosi campeggi e piccole locande che offrono sistemazioni insolite, come case rotonde o notti sotto le stelle sui tetti.

## Patrimonio dell'umanità UNESCO
Il processo che ha portato all'iscrizione della Corte reale di Tiébélé è iniziato nel 2012 con la sua inclusione nella lista provvisoria del patrimonio mondiale. Il 26 luglio 2024 è stata approvata la sua iscrizione nella lista dei patrimoni dell'umanità durante la 46a sessione del Comitato del patrimonio mondiale a Nuova Delhi. Questo riconoscimento ha anche lo scopo di proteggere maggiormente il sito e di sensibilizzare l'opinione pubblica sulla sua importanza culturale e storica.

## Galleria d'immagini

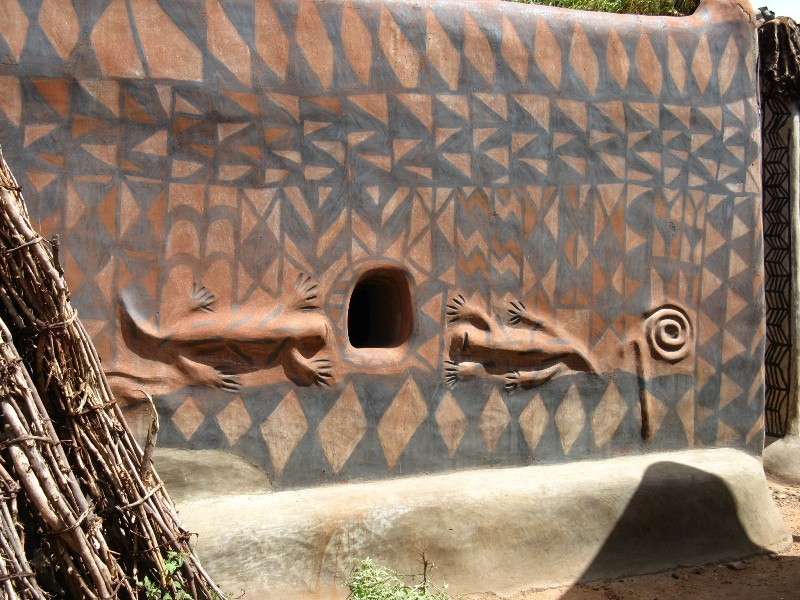
La parete decorata di un'abitazione
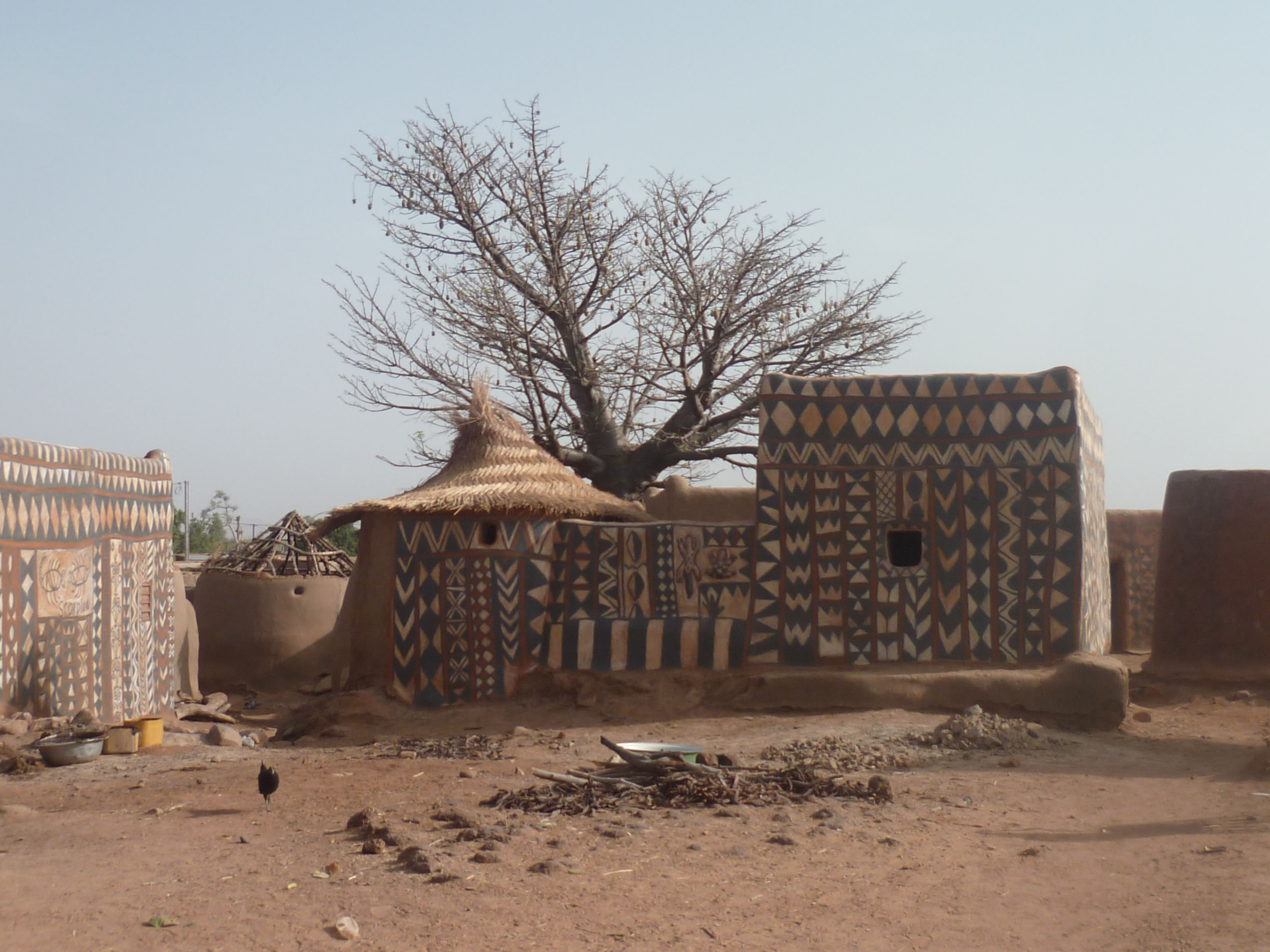
Una concessione all'interno della corte reale
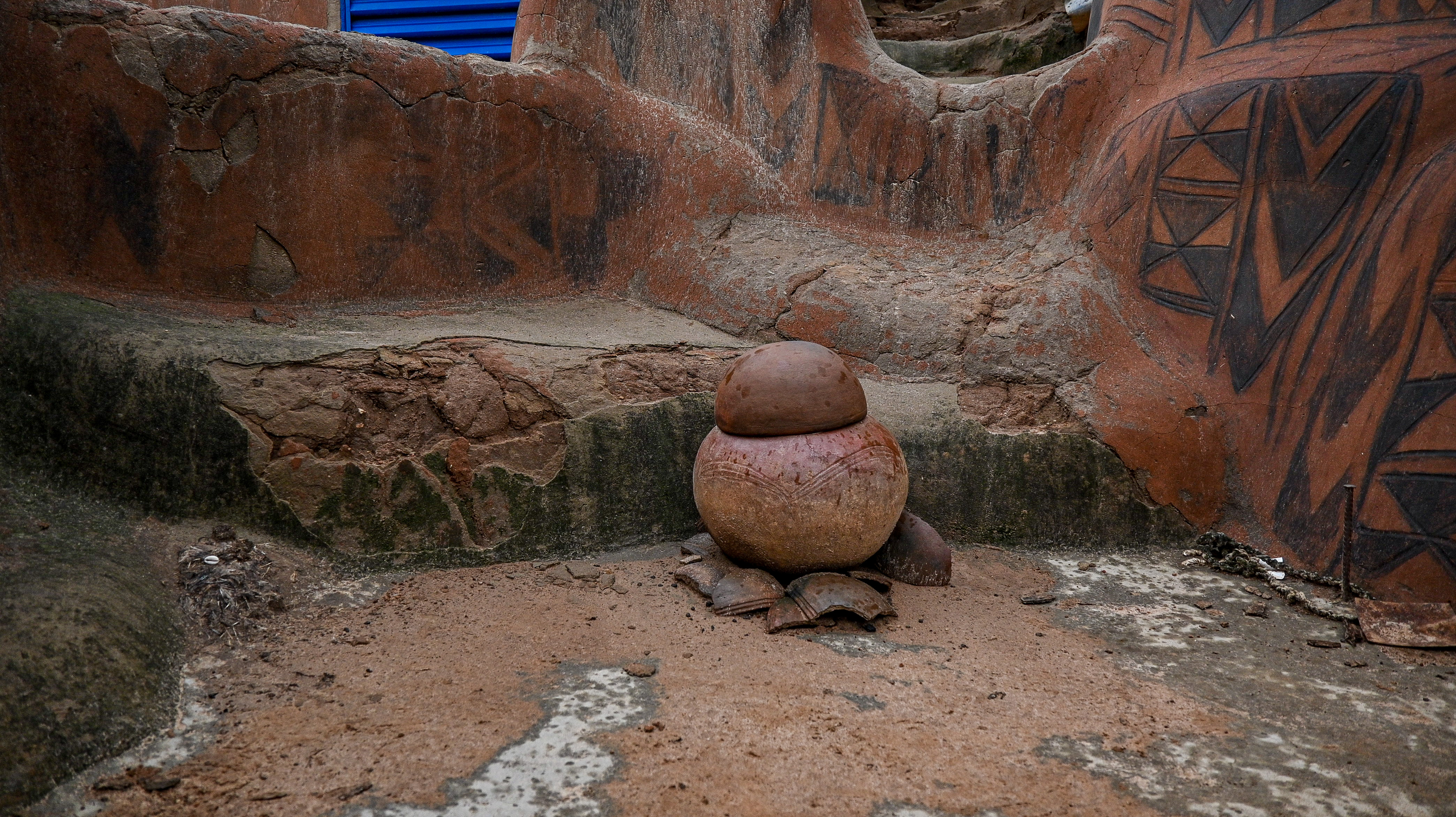
Sito sacrificale
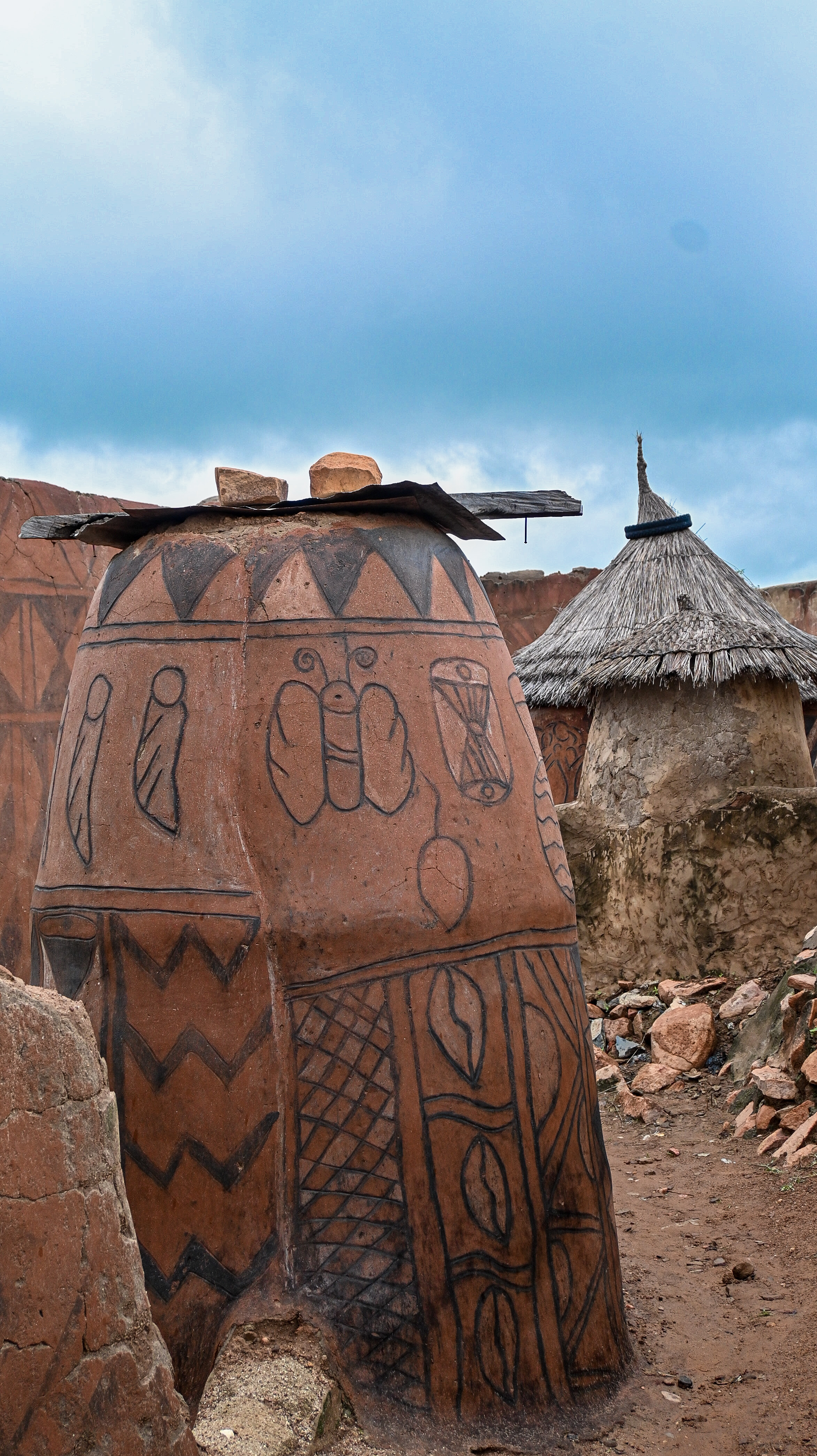
Granaio all'interno del palazzo